# Proshizonotus migneti
Proshizonotus migneti är en stekelart som först beskrevs av Girault 1935.  Proshizonotus migneti ingår i släktet Proshizonotus och familjen puppglanssteklar. Inga underarter finns listade i Catalogue of Life.